# Mönchengladbach
Mönchengladbach [mœnçn̩ˈɡlatbax]  est une ville de Rhénanie-du-Nord-Westphalie. Elle se trouve à l'ouest du Rhin, à mi-chemin entre la ville de Düsseldorf et la frontière néerlandaise.
À l'origine, le nom de la ville était Gladbach, qui est encore parfois utilisé dans la ville. Pour éviter toute confusion avec une ville du même nom (l'actuel Bergisch Gladbach), elle prit le nom de München-Gladbach en 1888. Ce nom pouvait conduire certaines personnes à penser que Gladbach était un district de Munich (München en allemand), de ce fait le nom a de nouveau été changé en Mönchen Gladbach en 1950 et enfin Mönchengladbach en 1960.

## Histoire
| Appartenances historiques Margraviat de Juliers 1336-1356 Duché de Juliers 1356-1797 République cisrhénane (Roer) 1797-1802 République française (Roer) 1802-1804 Empire français (Roer) 1804-1813 Royaume de Prusse (Province de Juliers-Clèves-Berg) 1815-1822 Royaume de Prusse (Province de Rhénanie) 1822-1918 République de Weimar 1918-1933 Reich allemand 1933-1945 Allemagne occupée 1945-1949 Allemagne 1949-présent |

Le QG du Northern Army Group de l'OTAN (de) et de la British Army of the Rhine se situaient dans l'arrondissement de Rheindahlen durant la guerre froide.

## Arrondissements
Les 10 arrondissements avec les quartiers :
- 01 Rheindahlen (population 27 363)
  - 011 Hehn
  - 012 Holt
  - 013 Hauptquartier
  - 014 Rheindahlen-Land
  - 015 Rheindahlen-Mitte

- 02 Hardt (population 16 941)
  - 021 Hardt-Mitte
  - 022 Venn
  - 023 Hardter Wald

- 03 Stadtmitte (population 58 004)
  - 031 Windberg
  - 032 Eicken
  - 033 Am Wasserturm
  - 034 Gladbach
  - 035 Waldhausen
  - 036 Westend
  - 037 Dahl
  - 038 Ohler

- 04 Volksgarten (population 23 442)
  - 041 Lürrip
  - 042 Hardterbroich-Pesch
  - 043 Bungt

- 05 Neuwerk (population 21 017)
  - 051 Bettrath-Hoven
  - 052 Flughafen
  - 053 Neuwerk-Mitte
  - 054 Uedding

- 06 Rheydt-West (population 24 349)
  - 061 Pongs
  - 062 Schrievers
  - 063 Grenzland-Stadion
  - 064 Schmölderpark
  - 065 Hockstein

- 07 Rheydt-Mitte (population 41 336)
  - 071 Schloss Rheydt
  - 072 Bonnenbroich-Geneicken
  - 073 Rheydt
  - 074 Mülfort
  - 075 Heyden
  - 076 Geistenbeck

- 08 Odenkirchen (population 20 055)
  - 081 Odenkirchen-West
  - 082 Odenkirchen-Mitte
  - 083 Sasserath

- 09 Giesenkirchen (population 15 959)
  - 091 Giesenkirchen-Nord
  - 092 Schelsen
  - 093 Giesenkirchen-Mitte

- 10 Wickrath (population 18 218)
  - 101 Wickrath-Mitte
  - 102 Wickrath-West
  - 103 Wickrathberg
  - 104 Wanlo

## Jumelages
- North Tyneside (Angleterre) depuis 1958
- Roubaix (France) depuis 1969
- Thurrock (Angleterre) depuis 1969
- Verviers (Belgique) depuis 1970
- Ruremonde (Pays-Bas) depuis 1971
- Bradford (Angleterre) depuis 1971

## Personnages célèbres
À Mönchengladbach et Rheydt sont nés :
- Franz Brandts (° 12 novembre 1834 - † 5 octobre 1914), entrepreneur, fondateur de l'organisation "Volksvereins für das katholische Deutschland"
- Joseph Pilates (° 9 décembre 1883 - † 9 octobre 1967), inventeur de la méthode d'exercices physiques du même nom, le Pilates
- Hugo Junkers (° 3 février 1859 à Rheydt - † 3 février 1935 à Gauting, ingénieur et entrepreneur (constructeur d'avions)
- Franz Müller-Gossen (° 1871 - † 16 mars 1946), peintre
- Ernst Christoffel (° 4 septembre 1876 à Rheydt), fondateur de l'organisation "Christoffel-Blindenmission"
- Robert Pferdmenges (° 27 mars 1880 - † 18 septembre 1962 à Cologne), banquier et homme politique (CDU), député au parlement fédéral et au parlement de (Rhénanie-du-Nord-Westphalie)
- Franz Doelle (° 9 novembre 1883 - † 15 mars 1965 à Leverkusen), compositeur („Wenn der weiße Flieder wieder blüht“)
- Carl Spiecker (° 7 janvier 1888 - † 16 novembre 1953 à Königstein im Taunus), homme politique (Zentrum, CDU), député au parlement de la (Rhénanie-du-Nord-Westphalie), président fédéral du Zentrum
- Heinrich Lersch (° 12 septembre 1889 - † 18 juin 1936 à Remagen), forgeron et poète
- Hubert Schlebusch (° 28 juin 1893 - † 20 octobre 1955, Premier ministre de Brunswick 1945–46
- Werner Gilles (° 29 août 1894 à Rheydt - † 22 juin 1961 à Essen), artiste
- Dr Joseph Goebbels (° 29 octobre 1897 à Rheydt - † 1er mai 1945 à Berlin), homme politique nazi, ministre de la Propagande de 1933 à 1945 ; chancelier du Troisième Reich sur la journée (du 30 avril au 1er mai 1945) où il a survécu à Hitler, lequel l'avait désigné comme successeur dans ce poste
- Hans Jonas (° 10 mai 1903 - † 5 février 1993 à New York), philosophe
- Theo Hesper (° 12 décembre 1903 - † 9 septembre 1943), résistant contre le régime national-socialiste
- Max Stern (1904-1987), propriétaire de galerie d'art influent, collectionneur d'art et philanthrope montréalais
- Katja Andy (° 23 mai 1907 – † 30 décembre 2013), pianiste et professeure
- Dr. Franz Meyers (° 31 juillet 1908 - † 27 juin 2002), politicien (CDU), Premier ministre de Rhénanie-du-Nord-Westphalie 1958–1966
- Thomas Münster (° 1912), écrivain
- Heinz Sielmann (° 2 juin 1917 à Rheydt), cinéaste, Films documentaires sur la nature
- Heinz Kremers (° 19 octobre 1926 à Rheydt - † 25 mai 1988 à Moers), professeur de théologie
- Karl Heinz Beckurts (° 16 mai 1930 à Rheydt - † 9 juillet 1986 à Munich), physicien et manager électronucléaire (Siemens AG)
- Alexander Arnz (° 25 août 1932 à Rheydt, - † 30 septembre 2004), metteur en scène
- Petra Schürmann (° 15 septembre 1935 - 14 janvier 2010), Miss Monde 1956, actrice et animatrice de télévision
- Uwe Erichsen (° 9 août 1936 à Rheydt), auteur
- Rolf Königs (° 19 août 1941), président du Borussia Mönchengladbach depuis le 6 avril 2004
- Günter Netzer (° 14 septembre 1944), footballeur puis entraîneur de football
- Jupp Heynckes (° 9 mai 1945), footballeur puis entraîneur de football
- Reinhold Ewald (° 18 décembre 1956), physicien et astronaute
- Burkhard Spinnen (° 28 décembre 1956), auteur
- Walter Moers (° 24 mai 1957), auteur de bandes-dessinées
- Volker Pispers (° 18 janvier 1958), chansonnier
- Bernd Kardorff (° 31 décembre 1963), dermatologue et écrivain
- Kai Ebel (° 30 août 1964), journaliste
- Heinz-Harald Frentzen (° 18 mai 1967), pilote automobile de Formule 1
- Gregor Schneider (° 5 avril 1969 à Rheydt), artiste
- Mario Kaiser (° 8 avril 1970 à Rheydt), journaliste
- Jörg Albertz (° 29 janvier 1971), footballeur
- Sandra Navidi (° 1er septembre 1972), cheffe d'entreprise
- Sven Lintjens (° 5 octobre 1976), footballeur
- Nick Heidfeld (° 10 mai 1977), pilote automobile de Formule 1
- Marcel Ketelaer (° 3 novembre 1977), footballeur
- Marcell Jansen (° 4 novembre 1985), footballeur
- Paul Hutsch (° 15 juin 1976), DJ, compositeur allemand plus connu sous le nom de PH Electro
- Marc-André ter Stegen (° 30 avril 1992), footballeur international allemand
- Luca Pferdmenges (° 24 août 2001), jongleur et influenceur allemand

Personnalités célèbres reliées à Mönchengladbach :
- August Pieper (° 14 mars 1866 à Eversberg (Meschede) - † 25 septembre 1942 à Paderborn), théologien et président de l'organisation "Volksvereins für das katholische Deutschland"
- Heinz Vogel (° 31 mai 1898 à Königswinter - † 21 septembre 1977 à Garmisch), artiste
- Heinz Mack (° 8 mars 1931 à Lollar), artiste
- Klaus Schmitt (° 1945 à Korschenbroich), artiste
- Berti Vogts (° 30 décembre 1946 à Büttgen), footballeur puis entraîneur de football
- Charlotte Roche (° 18 mars 1978 à Wimbledon (Londres)), animatrice de télévision, productrice de Tracks sur Arte, a longtemps vécu à Mönchengladbach.

## Bâtiments

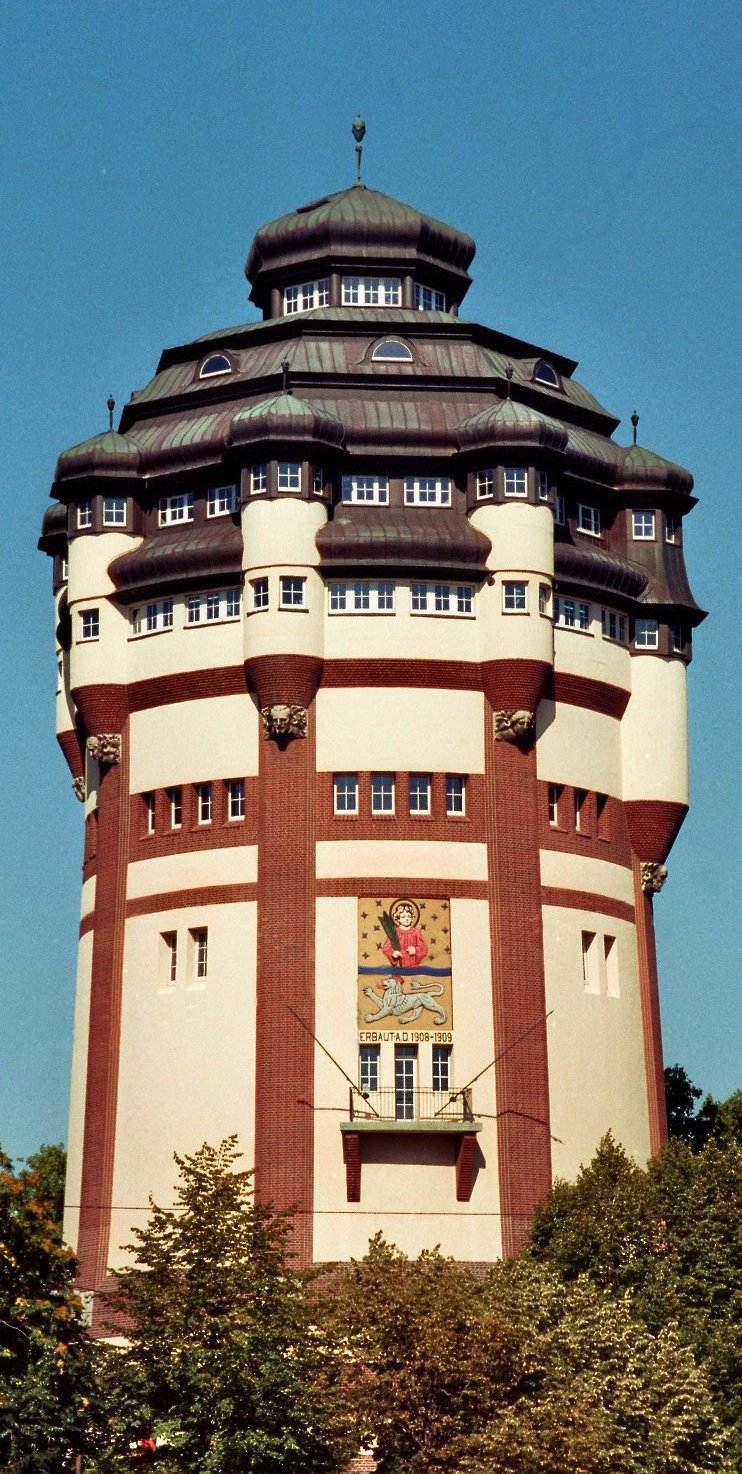
Wasserturm.

- St. Kamillus Asthmakrankenhaus (hôpital avec église et cloître), Mönchengladbach-Dahl, construit en 1926-28, dessiné par Dominikus Böhm
- Stadthalle Rheydt (salle polyvalente), Mönchengladbach-Rheydt, construit en 1928-1930, dessin par Walter Fischer, Hans Poelzig, Max Littmann, restructuration en 1982-84, dessiné par HPP
- Kaiser-Friedrich-Halle (salle polyvalente), Mönchengladbach-Stadtmitte, construit en 1902-1903
- Pfarrkirche St. Franziskus (église), Mönchengladbach-Rheydt-Geneicken, construit en 1930, dessiné par Dominikus Böhm
- Pfarrkirche St. Peter (église), Mönchengladbach-Waldhausen, construit en 1933, dessiné par Clemens Holzmeister
- L'abbaye de Mönchengladbach (qui fait aujourd'hui office d'église pour le culte catholique), dont la nef remonte aux années 1228-39 et le chœur, œuvre de maître Gerhard de Cologne, des années 1256-77.
- Evangelische Hauptkirche (église), Mönchengladbach-Rheydt, construit en 1899-1902, dessiné par Johannes Otzen
- Evangelische Friedenskirche (église), Mönchengladbach-Rheydt-Geneicken, construit en 1864-66, dessiné par Maximilian Nohl
- Evangelische Pfarrkirche (église), Mönchengladbach-Wickrathberg
- Evangelische Pfarrkirche (église), Mönchengladbach-Odenkirchen, construit en 1757, dessiné par Francois Soiron
- Schloss Rheydt (château), Mönchengladbach-Rheydt, construit en 1534-72, dessiné par Maximilian Pasqualini
- Schloss Wickrath (château), Mönchengladbach-Wickrath, construit en 1746-72
- Haus Horst (château), Mönchengladbach-Giesenkirchen
- Rathaus Rheydt (hôtel de ville), Mönchengladbach-Rheydt, construit en 1894-96[3], dessiné par Robert Neuhaus
- Rathaus Abtei (hôtel de ville)
- Volksbad en Volksgarten (piscine)
- Borussia-Park (stade), Mönchengladbach-Holt-Nordpark, construit en 2002-04
- Warsteiner HockeyPark (stade)
- Le château d'eau (de) (Wasserturm) sur la rue Viersener Straße, Mönchengladbach-Stadtmitte, construit en 1908-09, dessiné par Otto Greiß
- Berufsschule (centre de formation professionnelle), Mönchengladbach-Rheydt-Mülfort, construit en 1938-55, dessiné par Emil Fahrenkamp
- Schauspielhaus (théâtre), Mönchengladbach-Stadtmitte, construit en 1957-59, dessiné par Paul Stohrer
- Museum Abteiberg (musée), Mönchengladbach-Stadtmitte, construit en 1972-82, dessiné par Hans Hollein

## Sport
La ville est aussi connue pour son club de football, le Borussia Mönchengladbach qui est l'un des plus grands clubs du football allemand puisqu'il fut sacré champion 5 fois et participa à 5 finales de coupe d'Europe, en remportant deux.
La ville a aussi compté un club de football plus ancien, le 1. FC Mönchenglabach 1894.
Le Rheydter SpV évolue dans les divisions amateures.

## Crash du Concorde
L'histoire communale a été particulièrement marquée en 2000 car la majorité des passagers qui meurent dans l'accident du Concorde étaient originaires de la ville de Mönchengladbach et ils effectuaient pour la plupart leur premier voyage en Concorde, dans le cadre d'un voyage organisé. Ils allaient à New York prendre un bateau de croisière pour les Caraïbes.